# Dur comme fer (X-Files)
Dur comme fer (Salvage) est le 9e épisode de la saison 8 de la série télévisée X-Files. Dans cet épisode, Scully et Doggett doivent faire face à un homme au corps de métal.

## Résumé
À Muncie, Indiana, Nora Pearce se dispute avec Curtis Delario au sujet de la mort de son mari Ray que Nora pense liée au syndrome de la guerre du Golfe. Delario part en voiture et percute un homme qui se tient au milieu de la route. La voiture se désintègre au contact de l'homme, qui est indemne. Delario, gravement blessé, reconnaît alors Ray Pearce, qui l'achève. Scully et Doggett viennent enquêter sur la mort de Delario.

## Distribution
- Gillian Anderson : Dana Scully
- Robert Patrick : John Doggett
- Wade Williams : Ray Pearce
- Jennifer Parsons : Nora Pearce
- Arye Gross : le docteur Pugovel
- Tamara Clatterbuck : Larina Jackson
- Dan Desmond : Harry Odell
- Scott MacDonald : Curtis Delario

## Accueil

### Audiences
Lors de sa première diffusion aux États-Unis, l'épisode réalise un score de 7,1 sur l'échelle de Nielsen, avec 10 % de parts de marché, et est regardé par 11,70 millions de téléspectateurs.

### Accueil critique
L'épisode obtient des critiques plutôt négatives. Le site Le Monde des Avengers lui donne la note de 3/4. Todd VanDerWerff, du site The A.V. Club, lui donne la note de B-.
John Keegan, du site Critical Myth, lui donne la note de 4/10. Paula Vitaris, de Cinefantastique, lui donne la note de 1,5/4. Dans leur livre sur la série, Robert Shearman et Lars Pearson lui donnent la note de 1/5.